# Динамо-Юни (стадион)
Динамо-Юни — стадион в Минске, принадлежащий футбольному клубу Высшей лиги Чемпионата Беларуси «Динамо» (Минск). Расположен в микрорайоне Красный Бор, на западе города. Вместимость стадиона — 5200 человек.

## История
Стадион был построен в 2000 году и назывался «Дарида». Являлся домашним стадионом команды «Дарида» из Минского района. В 2008 году был выкуплен клубом «Динамо» (Минск) и переименован.
В 2012-м году было объявлено о реконструкции стадиона и был представлен её план.
В начале 2013 года стадион закрыли на реконструкцию. Стадион планировали сдать в эксплуатацию в начале 2014 года. Однако до июня 2015 года не было достигнуто договорённости с жильцами района. В июне 2015-го коммерческий директор «Динамо» Сергей Варкалов рассказал, что за оставшееся время 2015 года планируется снести трибуны и завершить работы по полю, а в 2016-м году планируется возвести трибуны вместимостью в семь тысяч зрителей. В 2016 году коммерческий директор минского «Динамо» Сергей Варкалов заявил, что минское «Динамо» вернётся на стадион «Динамо-Юни» в июле 2017-го.
Однако реконструкция стадиона была завершена только в 2021 году. Торжественное открытие стадиона состоялось 3 сентября 2021.
Стадион имеет три трибуны, оборудованные пластиковыми сиденьями и накрытые навесами. Основное поле имеет искусственное покрытие с функцией подогрева. Освещение поля осуществляется при помощи четырёх осветительных мачт. Вместимость стадиона составляет 5200 мест.